# Dipterocarpaceae
Dipterocarpaceae é uma família de plantas angiospérmicas (plantas com flor - divisão Magnoliophyta), pertencente à ordem Malvales.
A ordem à qual pertence esta família está por sua vez incluida na classe Magnoliopsida (Dicotiledóneas): desenvolvem portanto embriões com dois ou mais cotilédones.
Esta família consiste em 580 espécies repartidas em 16 géneros:
- Marquesia, Monotes em África;
- Anisoptera, Cotylelobium, Dipterocarpus, Dryobalanops, Hopea, Neobalanocarpus, Parashorea, Shorea, Stemonoporus, Upuna, Vateria, Vatica na Indonésia e na Malásia;
- Pakaraimaea na Guiana.

São árvores de grande porte de folha persistente. Encontram-se nas regiões tropicais, especificamente nas florestas húmidas da península indo-malaia.